# Promozione Piemonte-Valle d'Aosta 1987-1988
Nella stagione 1987-1988 la Promozione era il sesto livello del calcio italiano (il massimo livello regionale). Qui vi sono le statistiche relative al campionato in Piemonte e in Valle d'Aosta gestito dal Comitato Regionale Piemonte-Valle d'Aosta.
Il campionato è strutturato in vari gironi all'italiana su base regionale, gestiti dai Comitati Regionali di competenza. Promozioni alla categoria superiore e retrocessioni in quella inferiore non erano sempre omogenee; erano quantificate all'inizio del campionato dal Comitato Regionale secondo le direttive stabilite dalla Lega Nazionale Dilettanti, ma flessibili, in relazione al numero delle società retrocesse dal Campionato Interregionale e perciò, a seconda delle varie situazioni regionali, la fine del campionato poteva avere degli spareggi sia di promozione che di retrocessione.

## Girone A

### Squadre partecipanti
| Squadra            | Città (provincia)             |
| ------------------ | ----------------------------- |
| U.S. Bellinzago    | Bellinzago Novarese (NO)      |
| A.C. Borgomanero   | Borgomanero (NO)              |
| A.S. Castellettese | Castelletto sopra Ticino (NO) |
| A.S. Crescentinese | Crescentino (VC)              |
| A.S. Cossatese     | Cossato (VC)                  |
| U.S. Dormelletto   | Dormelletto (NO)              |
| F.C. Gattinara     | Gattinara (VC)                |
| U.S. Gravellona    | Gravellona Toce (NO)          |
| U.S. Grignasco     | Grignasco (NO)                |
| A.S. Mezzomerico   | Mezzomerico (NO)              |
| S.S. Salussola     | Salussola (VC)                |
| S.S. Stresa        | Stresa (NO)                   |
| A.S. Sunese        | Suno (NO)                     |
| U.S. Trino         | Trino (VC)                    |
| A.C. Trecate       | Trecate (NO)                  |
| A.S. Verbania      | Verbania (NO)                 |

### Classifica finale
|  | Pos. | Squadra       | Pt  | G   | V   | N   | P   | GF  | GS  | DR  |
|  | ---- | ------------- | --- | --- | --- | --- | --- | --- | --- | --- |
|  | 1.   | Bellinzago    | 47  | 30  | 18  | 11  | 1   | 41  | 16  | +25 |
|  | 2.   | Verbania      | 42  | 30  | 16  | 10  | 4   | 64  | 25  | +39 |
|  | 3.   | Borgomanero   | 40  | 30  | 15  | 10  | 5   | 41  | 25  | +16 |
|  | 4.   | Trecate       | 36  | 30  | 14  | 8   | 8   | 38  | 27  | +11 |
|  | 5.   | Sunese        | 32  | 30  | 12  | 8   | 10  | 38  | 29  | +9  |
|  | 6.   | Gravellona    | 32  | 30  | 9   | 14  | 7   | 25  | 18  | +7  |
|  | 7.   | Dormelletto   | 31  | 30  | 9   | 13  | 8   | 35  | 36  | -1  |
|  | 8.   | Trino         | 30  | 30  | 9   | 12  | 9   | 25  | 25  | 0   |
|  | 9.   | Gattinara     | 29  | 30  | 9   | 11  | 10  | 29  | 28  | +1  |
|  | 10.  | Stresa        | 28  | 30  | 7   | 14  | 9   | 23  | 37  | -14 |
|  | 11.  | Mezzomerico   | 27  | 30  | 9   | 9   | 12  | 33  | 42  | -9  |
|  | 12.  | Grignasco     | 26  | 30  | 8   | 10  | 12  | 33  | 36  | -3  |
|  | 13.  | Crescentinese | 25  | 30  | 6   | 13  | 11  | 29  | 49  | -20 |
|  | 14.  | Castellettese | 24  | 30  | 7   | 10  | 13  | 21  | 31  | -10 |
|  | 15.  | Salussola     | 22  | 30  | 5   | 12  | 13  | 22  | 33  | -11 |
|  | 16.  | Cossatese     | 9   | 30  | 1   | 7   | 22  | 15  | 55  | -40 |
|  |      |               | 480 | 480 | 154 | 172 | 154 | 512 | 512 | 0   |

## Girone B

### Squadre partecipanti
| Squadra                       | Città (provincia)      |
| ----------------------------- | ---------------------- |
| U.S. Borgo Uriola             | Rivoli (TO)            |
| U.S. Cafasse                  | Cafasse (TO)           |
| U.S. Caselle                  | Caselle Torinese (TO)  |
| U.S. Gassino                  | Gassino Torinese (TO)  |
| A.C. Mathi                    | Mathi (TO)             |
| A.S. Montanaro                | Montanaro (TO)         |
| S.C. Nizza Millefonti         | Torino                 |
| G.S. Orbassano                | Orbassano (TO)         |
| A.S. Piobesi                  | Piobesi Torinese (TO)  |
| U.S. Quincinetto              | Quincinetto (TO)       |
| U.S. Rivarolese               | Rivarolo Canavese (TO) |
| Pol. Sant'Orso Vallée d'Aoste | Aosta                  |
| G.S. Seo Borgaro Monterosa    | Borgaro Torinese (TO)  |
| A.C. Strambinese              | Strambino (TO)         |
| A.C. Valsangone               | Beinasco (TO)          |
| A.S. Venaria                  | Venaria Reale (TO)     |

### Classifica finale
|  | Pos. | Squadra               | Pt  | G   | V   | N   | P   | GF  | GS  | DR  |
|  | ---- | --------------------- | --- | --- | --- | --- | --- | --- | --- | --- |
|  | 1.   | Nizza Millefonti      | 47  | 30  | 19  | 9   | 2   | 51  | 13  | +38 |
|  | 2.   | Strambinese           | 42  | 30  | 16  | 10  | 4   | 45  | 22  | +23 |
|  | 3.   | Mathi                 | 41  | 30  | 16  | 9   | 5   | 45  | 17  | +28 |
|  | 4.   | Piobesi               | 36  | 30  | 12  | 12  | 6   | 32  | 14  | +18 |
|  | 5.   | Rivarolese            | 36  | 30  | 13  | 10  | 7   | 35  | 19  | +16 |
|  | 6.   | Montanaro             | 36  | 30  | 15  | 6   | 9   | 30  | 24  | +6  |
|  | 7.   | Borgo Uriola          | 33  | 30  | 10  | 13  | 7   | 33  | 23  | +10 |
|  | 8.   | Seo Borgaro Monterosa | 30  | 30  | 10  | 10  | 10  | 33  | 28  | +5  |
|  | 9.   | Venaria               | 30  | 30  | 9   | 12  | 9   | 24  | 29  | -5  |
|  | 10.  | Orbassano             | 27  | 30  | 7   | 13  | 10  | 27  | 30  | -3  |
|  | 11.  | Cafasse               | 25  | 30  | 6   | 13  | 11  | 35  | 45  | -10 |
|  | 12.  | Quincinetto           | 24  | 30  | 5   | 14  | 11  | 24  | 32  | -8  |
|  | 13.  | Caselle               | 24  | 30  | 7   | 10  | 13  | 30  | 44  | -14 |
|  | 14.  | Gassino               | 23  | 30  | 7   | 9   | 14  | 26  | 44  | -18 |
|  | 15.  | Valsangone            | 14  | 30  | 5   | 4   | 21  | 24  | 75  | -51 |
|  | 16.  | Sant'Orso             | 12  | 30  | 4   | 4   | 22  | 18  | 53  | -35 |
|  |      |                       | 480 | 480 | 161 | 158 | 161 | 512 | 512 | 0   |

## Girone C

### Squadre partecipanti
| Squadra              | Città (provincia)          |
| -------------------- | -------------------------- |
| Acqui U.S. 1911      | Acqui Terme (AL)           |
| U.S. Albese          | Alba (CN)                  |
| Audace Club Boschese | Bosco Marengo (AL)         |
| A.C. Bra             | Bra (CN)                   |
| A.S. Canelli         | Canelli (AT)               |
| A.S. Carassonese     | Mondovì (CN)               |
| A.C. Chieri          | Chieri (TO)                |
| Pol. Frugarolese     | Frugarolo (AL)             |
| U.S. Interlanga      | Santa Vittoria d'Alba (CN) |
| U.S. Novese          | Novi Ligure (AL)           |
| A.C. Pro Dronero     | Dronero (CN)               |
| U.S. Quattordio      | Quattordio (AL)            |
| A.C. Saluzzo         | Saluzzo (CN)               |
| U.S. San Carlo       | Borgo San Martino (AL)     |
| A.C. Valeo Mondovì   | Mondovì (CN)               |
| A.C. Villafranca     | Villafranca Piemonte (TO)  |

### Classifica finale
|  | Pos. | Squadra              | Pt  | G   | V   | N   | P   | GF  | GS  | DR  |
|  | ---- | -------------------- | --- | --- | --- | --- | --- | --- | --- | --- |
|  | 1.   | Bra                  | 48  | 30  | 20  | 8   | 2   | 70  | 26  | +44 |
|  | 2.   | Valeo Mondovì        | 47  | 30  | 20  | 7   | 3   | 60  | 24  | +36 |
|  | 3.   | Chieri               | 42  | 30  | 17  | 8   | 5   | 65  | 32  | +33 |
|  | 4.   | Novese               | 38  | 30  | 14  | 10  | 6   | 47  | 36  | +11 |
|  | 5.   | Acqui                | 37  | 30  | 12  | 13  | 5   | 36  | 22  | +14 |
|  | 6.   | Saluzzo              | 33  | 30  | 10  | 13  | 7   | 44  | 38  | +6  |
|  | 7.   | Canelli              | 30  | 30  | 10  | 10  | 10  | 51  | 42  | +9  |
|  | 8.   | San Carlo            | 29  | 30  | 9   | 11  | 10  | 21  | 31  | -10 |
|  | 9.   | Carassonese          | 29  | 30  | 9   | 11  | 10  | 32  | 43  | -11 |
|  | 10.  | Pro Dronero          | 27  | 30  | 8   | 11  | 11  | 27  | 37  | -10 |
|  | 11.  | Albese               | 25  | 30  | 7   | 11  | 12  | 28  | 38  | -10 |
|  | 12.  | Interlanga           | 24  | 30  | 7   | 10  | 13  | 33  | 40  | -7  |
|  | 13.  | Villafranca          | 23  | 30  | 7   | 9   | 14  | 40  | 49  | -9  |
|  | 14.  | Frugarolese          | 22  | 30  | 6   | 10  | 14  | 27  | 45  | -18 |
|  | 15.  | Quattordio           | 16  | 30  | 5   | 6   | 19  | 22  | 58  | -36 |
|  | 16.  | Audace Club Boschese | 10  | 30  | 0   | 10  | 20  | 15  | 57  | -42 |
|  |      |                      | 480 | 480 | 161 | 158 | 161 | 618 | 618 | 0   |

## Spareggi promozione
|            | Spareggi |                  | Città e data             |  |
| ---------- | -------- | ---------------- | ------------------------ |  |
| Bellinzago | 1-0      | Nizza Millefonti | Chivasso, 15 maggio 1988 |  |
| Bra        | 3-0      | Bellinzago       | Chivasso, 18 maggio 1988 |  |
| Bra        | 2-2      | Nizza Millefonti | Chivasso, 22 maggio 1988 |  |
|            |          |                  |                          |  |

### Classifica finale
|  | Pos. | Squadra          | Pt | G | V | N | P | GF | GS | DR |
|  | ---- | ---------------- | -- | - | - | - | - | -- | -- | -- |
|  | 1.   | Bra              | 3  | 2 | 1 | 1 | 0 | 5  | 2  | +3 |
|  | 1.   | Bellinzago       | 2  | 2 | 1 | 0 | 1 | 1  | 3  | -2 |
|  | 3.   | Nizza Millefonti | 1  | 2 | 0 | 1 | 1 | 2  | 3  | -1 |

### Verdetti
Alle inizialmente promosse Bra e Bellinzago si aggiunsero anche il Nizza Millefonti e Verbania come ripescate.

### Spareggi salvezza intergirone
- a Villafranca Piemonte 15-05-1988: Frugarolese-Gassino 1-1
- a Vigliano Biellese 22-05-1988: Castellettese-Gassino 1-0
- a Crescentino 29-05-1988: Castellettese-Frugarolese 1-1

### Classifica
- Castellettese 3
- Frugarolese 2
- Gassino 1